# Virago Press
Virago Press es una editorial británica de obras escritas por mujeres sobre temas feministas. Fundada y dirigida por mujeres en la década de 1970 e impulsada por el éxito del Movimiento de Liberación de la Mujer, ha sido reconocida como una de las editoriales feministas británicas que ayudaron a abordar las dinámicas desiguales de género en el sector editorial. A diferencia de los proyectos editoriales alternativos, anticapitalistas y revistas que surgieron de colectivos feministas y círculos socialistas, Virago quiso ser una alternativa comercial a la industria editorial dominada por hombres buscando competir con las principales editoriales internacionales.

## Historia
Virago fue fundada en 1973 por Carmen Callil con la intención de publicar libros de escritoras. Originalmente se conocía como Spare Rib Books, compartiendo nombre con la revista del feminismo de segunda ola. El primer número de la revista Spare Rib, entre cuyos fundadoras se encontraban Rosie Boycott y Marsha Rowe, se publicó en junio de 1972. Desde el principio, Virago publicó dos tipos de libros: obras inéditas y libros agotados. Estos últimos fueron reeditados bajo la insignia de "Clásicos modernos", que se lanzó en 1978 con Frost in May, una novela de la autora británica Antonia White publicada originalmente en 1933. La lista Virago también contiene obras con temática feminista de autores masculinos, como HG Wells. El profesor Valentine Cunningham elogió a Virago por buscar "de manera impresionante y fructífera en los catálogos de novelas" de la década de 1930 ficción femenina para ser reimpresa.
En 1982, Virago se convirtió en una filial de Chatto, Virago, Bodley Head y Cape Group (CVBC). En 1987 Callil, Lennie Goodings, Ursula Owen, Alexandra Pringle y Harriet Spicer adquirieron la dirección de CVBC, propiedad de Random House. La compra fue financiada por Rothschild Ventures y Robert Gavron. Random House UK mantuvo una participación del diez por ciento en la empresa y continuó ocupándose de las ventas y la distribución. En 1993, Rothschild Ventures vendió sus acciones a las directoras y a Gavron, que se convirtió así en el mayor accionista individual.
Después de que una recesión en el mercado obligara a reducir la actividad, la junta decidió vender la empresa a Little, Brown and Company, de la que Virago se convirtió en un sello en 1996 (con Lennie Goodings como editora y Sally Abbey como editora senior). La venta a Little Brown, una gran empresa propiedad del gigante de las telecomunicaciones Time Warner, recibió publicidad negativa ya que planteó dudas sobre el futuro. En 2006, la empresa matriz de Virago pasó a formar parte del grupo editorial Hachette Livre. Lennie Goodings permaneció como editora.

## Legado
En 2008, la Biblioteca Británica adquirió el Archivo de Prensa Virago, que consta de artículos organizativos, archivos de autor/editor, material publicitario y fotografías.
Virago fue el tema de un documental televisivo de BBC Four de una hora de duración, Virago: Changing the World One Page at a Time, que se estrenó en octubre de 2016.

## Autores notables
- Maya Angelou
- Margaret Atwood [11]
- Beatrix Campbell
- Ángela Carter
- Barbara Comyns
- Dafne du Maurier
- Eva Figes
- Zora Neale Hurston
- Kate Millet
- Julieta Mitchell
- Adrienne Rich
- Sheila Rowbotham
- Lynne Segal
- Elaine Showalter
- Melanie Silgardo (también editora)
- Carolyn Steedman
- Bárbara Taylor
- Sylvia Townsend Warner
- Antonia White
- Naemi Wolf